# Gare de Rouessé-Vassé
Gare de Rouessé-Vassé – przystanek kolejowy w Rouessé-Vassé, w departamencie Sarthe, w regionie Kraj Loary, we Francji.
Został otwarty w 1855 przez Compagnie des chemins de fer de l'Ouest. Jest przystankiem kolejowym Société nationale des chemins de fer français (SNCF), obsługiwanym przez pociągi TER Pays de la Loire kursujących między Le Mans, Laval i Rennes.